# Blattlose Wolfsmilch
Die Blattlose Wolfsmilch (Euphorbia aphylla) ist eine Pflanzenart in der Gattung Wolfsmilch (Euphorbia) aus der Familie der Wolfsmilchgewächse (Euphorbiaceae). Ihre spanische Bezeichnung lautet „Tabaiba salvaje“  oder „Tolda“.
Der deutsche und der botanische Name bezieht sich auf die scheinbar fehlenden Blätter der Art. 

## Beschreibung
Die Blattlose Wolfsmilch ist ein kleiner, dicht verzweigter und sukkulenter Baum, der Wuchshöhen von etwa 80 cm erreicht. Die Zweige entspringen einem kurzen Stamm und verzweigen weiter in Wirteln. Sie sind zylindrisch mit einem Durchmesser von etwa 6 mm, etwa fingerlang und an ihrer Basis verjüngt. Mit der Zeit werden Stamm und innere Zweige dicker, verholzen und färben sich korkig braun. Da die winzigen, schuppenförmigen Blätter eng anliegen und rasch abfallen, erscheint die gesamte Pflanze blattlos.
Die Blütenstände erscheinen seitenständig mit einem nicht immer ausgebildeten zentralen Cyathium und zwei bis vier seitlichen Cyathien. Die Hochblätter sind so winzig wie die Blätter. Die vier oder fünf gelben Nektardrüsen der Cyathien sind elliptisch und berühren sich. Die Frucht ragt auf einem zurückgebogenen Stiel aus dem Cyathium heraus und liegt, falls nur vier Nektardrüsen vorhanden sind, in der entstandenen Lücke.
In Kultur blühen die Pflanzen fast ganzjährig, jedoch vorwiegend in Frühling und Herbst. 
Die Chromosomenzahl beträgt 2n = 20.

## Vorkommen
Die Blattlose Wolfsmilch ist ein auf den Kanareninsel Teneriffa, Gomera und Gran Canaria heimischer Endemit. Sie wächst dort immer nahe und manchmal direkt an der Küste auf Höhenlagen zwischen 20 und 200 Meter. Da sie an diesen Standorten ständig stark salzhaltiger Luft ausgesetzt ist, besteht die Vermutung, die Art könnte ein Halophyt sein. Nähere Untersuchungen hierzu stehen jedoch noch aus.

## Galerie

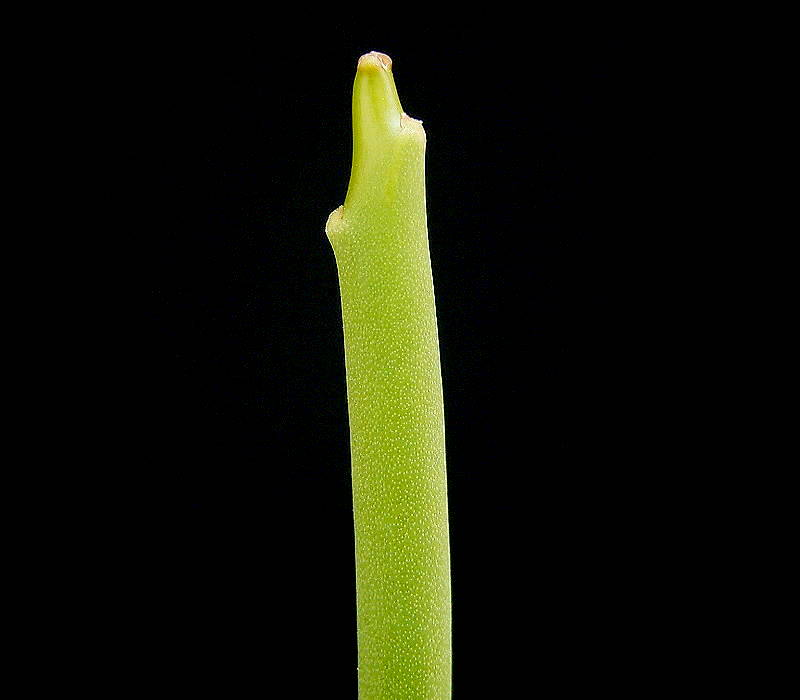
Die winzigen Blätter sind mit dem bloßen Auge nicht erkennbar.
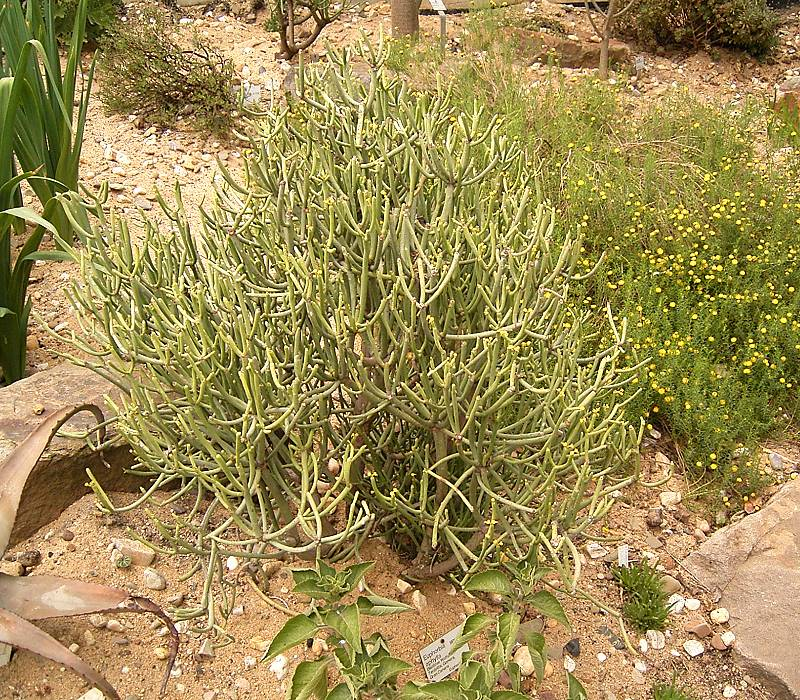
Wuchsform einer älteren Pflanze
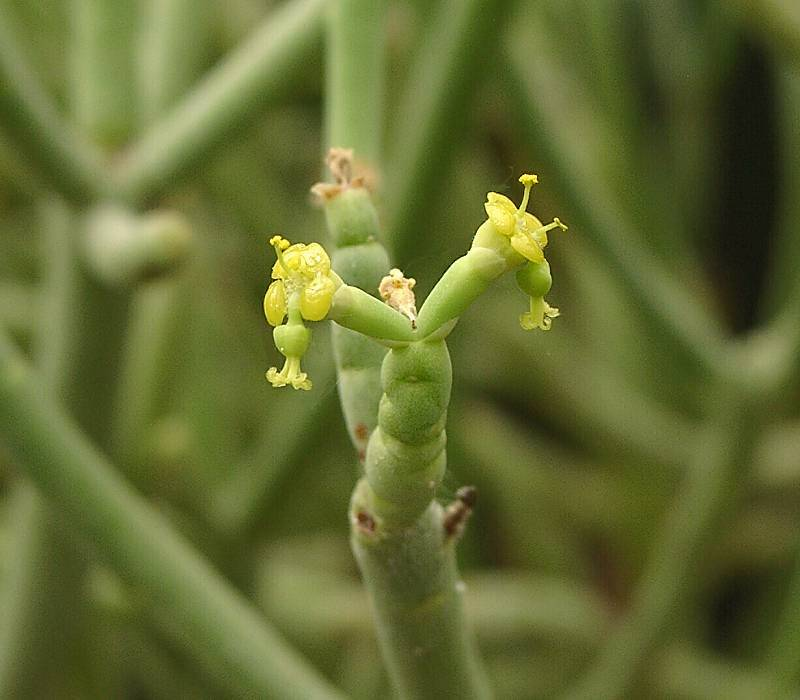
Blütenstand
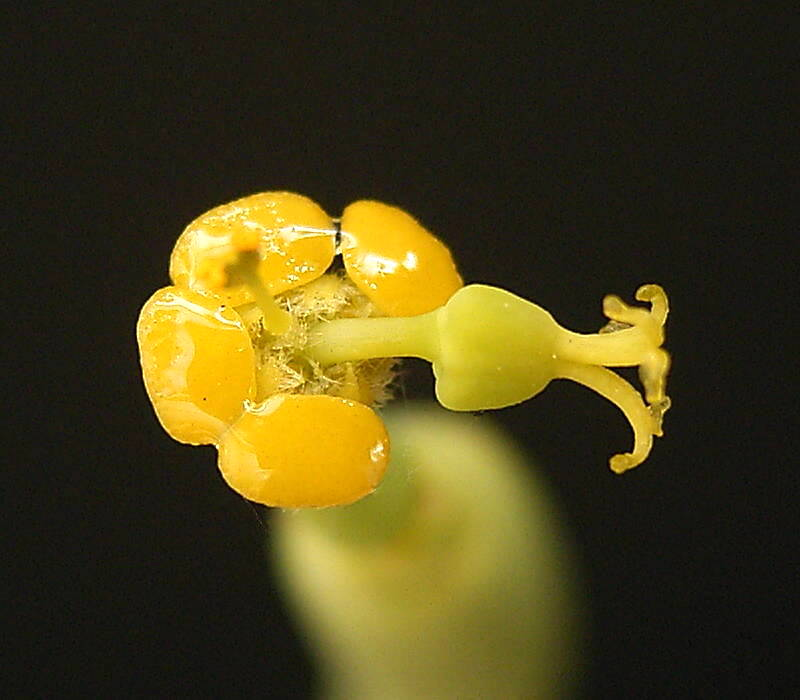
Cyathium mit sich entwickelnder Frucht